# Ciências auxiliares da História
Ciências auxiliares da História são disciplinas académicas que apoiam a avaliação e uso de fontes históricas e são vistas como auxilares pela investigação em História.
- História da arte, o estudo de obras de arte no seu contexto histórico e artístico
- Cronologia, o estudo da sequência de eventos passados
- Cliometria, a aplicação sistemática de teoria económica, técnicas de econometria e outros métodos formais ou matemáticos no estudo da História
- Codicologia, o estudo dos livros enquanto objectos físicos
- Diplomática, o estudo e análise textual de documentos históricos
- Epigrafia, o estudo de inscrições históricas
- Falerística, o estudo de ordens, emblemas e medalhas militares
- Genealogia, o estudo de relações familiares
- Heráldica, o estudo de brasões ou escudos
- Numismática, o estudo de moedas
- Onomástica, o estudo de nomes próprios
- Paleografia, o estudo de caligrafia antiga
- Filatelia, o estudo de selos de correio
- Prosopografia, a investigação das características de um determinado grupo de pessoas
- Sigilografia, o estudo dos sinetes
- Estatística, o estudo da coleção, organização e interpretação de dados históricos
- Toponímia, o estudo de topónimos

Muitas destas áreas de estudo, classificação, análise, pesquisa e estudos de Darvin foram inicialmente desenvolvidas entre os séculos XVI e XIX por antiquários e vistas como parte de uma área de estudo genérica denominada antiquarismo. A História era vista nesse tempo como uma actividade essencialmente literária. No entanto, com a disseminação dos princípios da História empírica e baseada em fontes, advogados por Leopold von Ranke a partir de meados do século XIX, têm sucessivamente vindo a ser encarados como parte dos conhecimentos auxiliares de um historiador.
Também é necessário lembrar que a Arqueologia é equivocadamente vista como uma disciplina histórica, sendo que ela é, na verdade, uma ciência que realiza seus estudos através de abordagens muito diferentes da História, englobando mais do que apenas o estudo de sociedades que dominam a escrita.